# Jimmy Patton
Oscar James „Jimmy“ Patton (* 28. Oktober 1931 in Berwin, Oklahoma; † 25. Juni 1989 in Portland, Oregon) war ein US-amerikanischer Country- und Rockabilly-Musiker.

## Leben

### Kindheit und Jugend
Jimmy Patton wurde auf einer Farm in Oklahoma geboren, zog mit seiner Familie 1943 aber nach Springfield, Oregon. In dieser Zeit begann Patton, sich für Musik zu interessieren und nahm jede Gelegenheit war, zu singen und zu spielen. Er hatte zunächst einen Job als Rodeo-Reiter, musste diesen aber 1953 aufgeben, nachdem er sich den Arm gebrochen hatte.

### Karriere
Patton verfolgte nun zielstrebig seine Karriere als Musiker und machte 1955 seine ersten Aufnahmen für Sims Records, einem Label das damals noch in Sun Valley, Kalifornien, beheimatet war. Seine erste Single dort, das Duett Careful mit Ann Jones auf der A-Seite und Guilty auf der B-Seite, war traditionelle Country-Musik ohne jegliche Einflüsse, zu vergleichen mit Charlie Feathers’ frühen Sun-Aufnahmen. Patton bekam die Gelegenheit, im bekannten Big D Jamboree aus Dallas aufzutreten. Diese Auftritte waren möglicherweise ausschlaggebend für Pattons Wechsel zum Rockabilly – obwohl er eigentlich Country-Sänger war, schloss er sich in dieser Zeit dem Trend Elvis Presleys an.
Zwischen 1955 und 1958 spielte Patton in den kleinen Clubs von Los Angeles, machte aus unbekannten Gründen aber keine Plattenaufnahmen. 1958 wurde Patton bei einem seiner Auftritte von Woody Fleener für die Plattenfirma Sage & Sand Records entdeckt. Es wurde eine Session im Sunset Recording Studio in Hollywood arrangiert, wo Patton von Roy Lanham (Gitarre), Lawrence Wootten (Bass), Freddie Haynes (Klavier) und Ralph Gleason (Schlagzeug) begleitet wurde. Anfang 1958 wurde die erste Single aus dieser Session, Yah! I’m Movin‘ / Love Come Back to Me bei Sage & Sand veröffentlicht, konnte mit rund 2000 verkauften Exemplaren aber nicht einmal lokal Erfolg verbuchen.
Während I’m Not Chuckin‘ 1959 auf einer Sage-&-Sand-LP erschien, blieb Let Me Slide aus dieser Session unveröffentlicht.
Patton hielt seine nächste Session 1959 in Phoenix, Arizona, mit Donnie Owens an der Gitarre ab. Diesmal wurde Okie’s in the Poakie eingespielt; ein Song, der in kommerzieller Hinsicht Pattons größter Erfolg wurde und heute bei Rockabilly-Sammlern beliebt ist. Während die Single 1959 bei dem lokalen Hilligan-Label zum ersten Mal erschien, brachte Sims im September 1960 eine zweite Version mit einem kurzen gesprochenen Intro und einer anderen B-Seite neu heraus.
Obwohl sich Okie’s in the Poakie nicht schlecht verkaufte, beließ Patton es dabei und kehrte dem Rockabilly den Rücken. 1961 und 1965 nahm Patton zwei Alben im Country-Stil auf, das zweite wurde in Nashville mit Session-Musikern wie Autry Inman, Billy Grammar und Hargus „Pig“ Robbins aufgenommen. Ende der 1960er-Jahre stand Patton für Moon Records unter Vertrag, wo er weiterhin Platten einspielte. Nach einer kurzen Pause kehrte Patton wieder in das Musikgeschäft zurück und obwohl er Mitte der 1980er-Jahre einen Autounfall hatte, gab er seine Konzerte nicht auf.
Im Juni 1989 erfasste ein betrunkener LKW-Fahrer seinen Wagen. Patton wurde in das nahegelegene Emanuel Hospital in Portland, Oregon, gebracht, wo er einige Tage später starb.

## Diskografie

### Singles
| Jahr                    | Titel                                                  | Label #           |
| ----------------------- | ------------------------------------------------------ | ----------------- |
| 1955                    | Careful / Guilty (mit Ann Jones)                       | Sims 103          |
| 1955                    | Teen-Age Heart / Jalopy                                | Sims 104          |
| 1955                    | Ocean of Tears / I Don’t Want It                       | Sims 105          |
| 1958                    | Yah! I’m Movin‘ / Love Come Back to Me                 | Sage 45-261       |
| 1958                    | Call Me / Forty-Nine Women                             | Sage & Sand 261   |
| 1959                    | Ocean Full of Tears / Twinklin‘ Teardrops              | Sage 282          |
| 1960                    | Okie’s in the Poakie / Hut-Horp Rookie’s Marching Song | Hilligan HC-001/2 |
| 1960                    | Okie’s in the Poakie / Lonely Nights                   | Sims 45-117       |
| 1965                    | Preacher and a Girl in the Night / Blue Darling        | Sims 227          |
|                         | Taxes Are Going Up Again / Someday I’ll Live Again     | Stereotone 1002   |
|                         | First Step Down /?                                     | Moon 110          |
|                         | Going Home with the Blues /?                           | Moon 1006         |
| 1976                    | Just For You / Brush Me From Your Shoes                | Moon 2002         |
|                         | Big Blue Diamonds / You Can Have Her                   | Moon 2003         |
| Unveröffentlichte Titel |                                                        |                   |
| 1958                    | Let Me Slide                                           | Sage & Sand       |

### Alben
- 1961: Take Thirty Minutes with Jimmy Patton
- 1965: Blue Darlin‘
- 19??: Blue Darling
- 1967: Make Room for the Blues
- 1976: Just For You
- 1999: Yah! I’m Movin‘ – 1955 - 1976